# Poblado Alfredo V. Bonfil
Poblado Alfredo V. Bonfil är en ort i Mexiko.   Den ligger i kommunen Mexicali och delstaten Baja California, i den nordvästra delen av landet, 2 100 km nordväst om huvudstaden Mexico City. Poblado Alfredo V. Bonfil ligger 16 meter över havet och antalet invånare är 554.
Terrängen runt Poblado Alfredo V. Bonfil är mycket platt. Runt Poblado Alfredo V. Bonfil är det ganska tätbefolkat, med 58 invånare per kvadratkilometer. Närmaste större samhälle är Guadalupe Victoria, 6,8 km sydväst om Poblado Alfredo V. Bonfil. Trakten runt Poblado Alfredo V. Bonfil består till största delen av jordbruksmark.